# Rozel
Rozel és una població dels Estats Units a l'estat de Kansas. Segons el cens del 2000 tenia 182 habitants.

## Demografia
Segons el cens del 2000, Rozel tenia 182 habitants, 72 habitatges, i 48 famílies. La densitat de població era de 319,4 habitants/km².
Dels 72 habitatges en un 33,3% hi vivien nens de menys de 18 anys, en un 58,3% hi vivien parelles casades, en un 6,9% dones solteres, i en un 33,3% no eren unitats familiars. En el 31,9% dels habitatges hi vivien persones soles el 15,3% de les quals corresponia a persones de 65 anys o més que vivien soles. El nombre mitjà de persones vivint en cada habitatge era de 2,53 i el nombre mitjà de persones que vivien en cada família era de 3,25.
Per edats la població es repartia de la següent manera: un 31,3% tenia menys de 18 anys, un 7,1% entre 18 i 24, un 24,2% entre 25 i 44, un 20,9% de 45 a 60 i un 16,5% 65 anys o més.
L'edat mediana era de 35 anys. Per cada 100 dones de 18 o més anys hi havia 86,6 homes.
La renda mediana per habitatge era de 33.750 $ i la renda mediana per família de 45.893 $. Els homes tenien una renda mediana de 25.833 $ mentre que les dones 21.875 $. La renda per capita de la població era de 14.151 $. Entorn del 6,1% de les famílies i el 8,6% de la població estaven per davall del llindar de pobresa.

## Poblacions més properes
El següent diagrama mostra les poblacions més properes.